# Australian Naval and Military Expeditionary Force

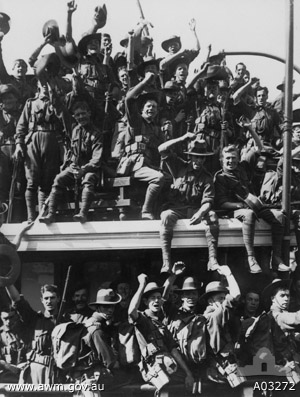
Truppen der AN&MEF bei der Einschiffung in Sydney

Die Australian Naval and Military Expeditionary Force (AN&MEF) war ein aus Freiwilligen zusammengestellter Kampfverband der Australischen Streitkräfte. Der rund 2000 Mann starke Verband wurde kurz nach dem Beginn des Ersten Weltkrieges aufgestellt, um die deutsche Kolonie Deutsch-Neuguinea zu besetzen. Insbesondere sollten die strategisch wichtigen Telegrafie-Funkstationen des Ostasiengeschwaders der Kaiserlichen Marine unschädlich gemacht werden. Eine vergleichbare Truppe Neuseelands besetzte etwa zur selben Zeit die Gebiete von Deutsch-Samoa.

## Aufstellung und Einsatz

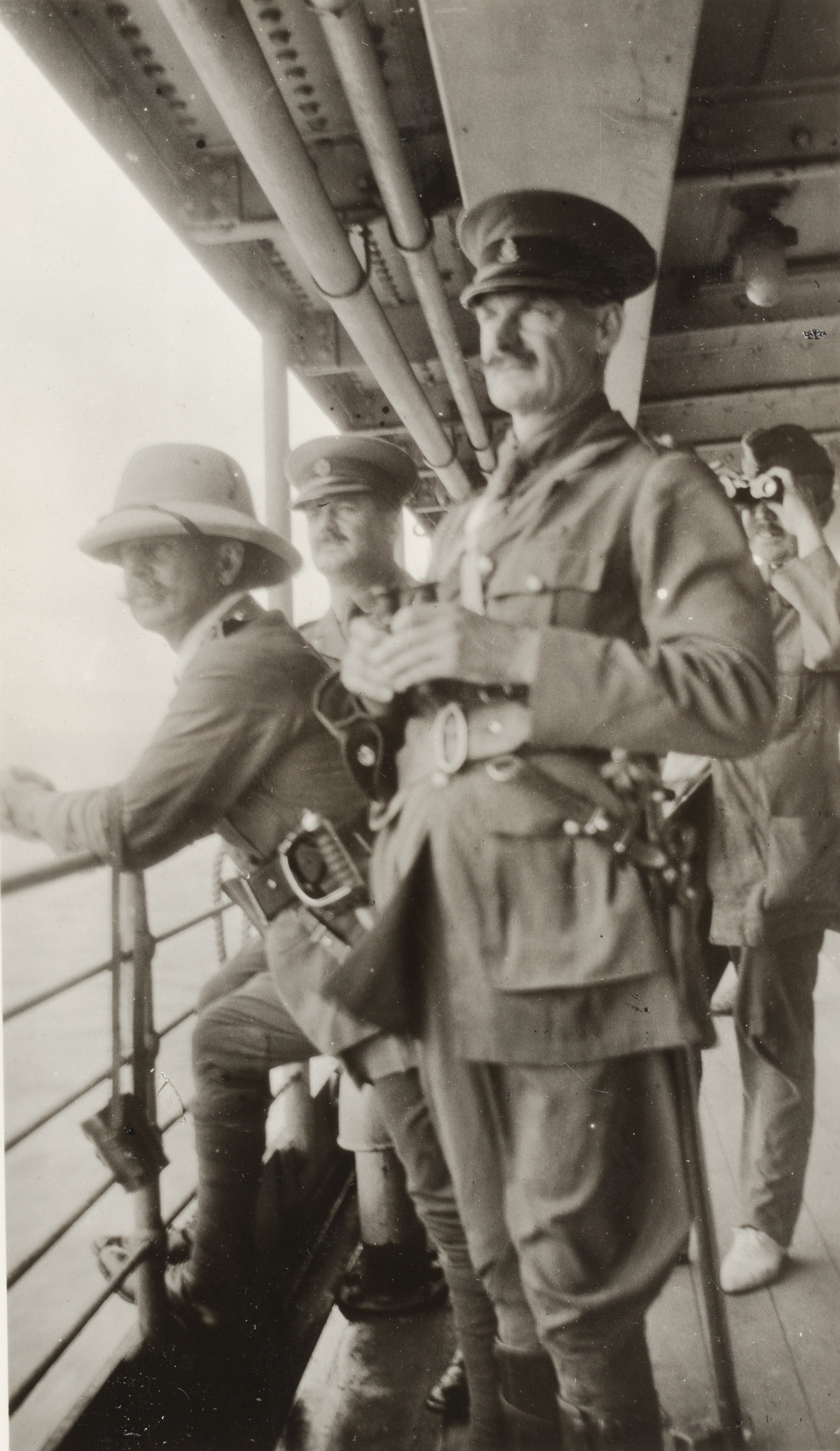
Der Befehlshaber der AN&MEF, Colonel William Holmes. mit weiteren Offizieren an Bord der Berrima

Die deutschen Funkstationen bildeten das Rückgrat des Kommunikationsnetzes der Kaiserlichen Marine, die darüber die Operationen des Ostasiengeschwaders in der Region leitete. Ziel der Deutschen war die Führung eines Kreuzerkrieges in den Gewässern des Südchinesischen Meeres, des Indischen Ozeans und nördlich Australiens.
Ziel der AN&MEF war, die Einsatzführungsstrukturen der deutschen Marine zu unterbrechen und die von den Deutschen besetzten Inseln zu erobern. Die Truppe wurde zwischen dem 10. und 18. August 1914 aufgestellt, eingewiesen und ausgerüstet. Das 1. Bataillon der AN&MEF stach am 19. August 1914 von Sydney aus an Bord der Berrima in See und wurde auf einer Insel vor Townsville in Bereitschaft gehalten, bis die neuseeländische Samoa Expeditionary Force, die unter anderem von den australischen Kriegsschiffen Australia und Melbourne beschützt wurde, Samoa besetzt hatte. Nachdem dies Ende August geschehen war, wurde das Bataillon nach Port Moresby gebracht, wo es mit in Queensland rekrutierten Truppenteilen zusammentraf, die an Bord der Kanowna gereist waren. Die nun vereinigte Truppe legte am 7. September mit Ziel Rabaul ab, aber die Heizer der unter dem Defence Act requirierten Kanowna weigerten sich, an der Unternehmung teilzunehmen und traten in den Streik, so dass ein Teil der Truppe zurückgelassen werden musste.

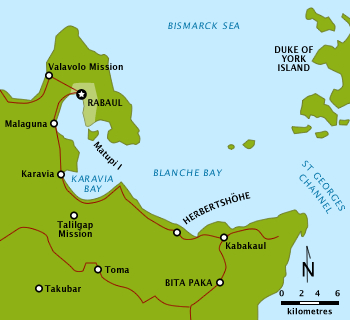
Das Einsatzgebiet der Landetruppen

Vor der Ostspitze Neuguineas stießen die Australia, die Sydney und einige Zerstörer zu dem kleinen Konvoi. Die Melbourne war detachiert worden, um die Funkstation auf Nauru auszuschalten. Am 11. September erreichte die Flotte Rabaul und eine kleine Truppe Marinereservisten landete in der Kabakaul Bay, um die Funktelegrafiestation bei Bita Paka zu nehmen. Melanesische Polizeitruppen unterstützten beim Gefecht bei Bita Paka die wenigen deutschen Reservisten und leisteten Widerstand, bis sie schließlich kapitulierten und zum Teil nach Toma ins Landesinnere flohen. Dieses Gefecht markierte die ersten Kampfhandlungen Australiens im Ersten Weltkrieg. Am folgenden Tag nahm die AN&MEF Kokopo (damals Herbertshöhe) und Teile landeten kampflos in Rabaul. Die unter dem Befehl des kommissarischen Gouverneurs Eduard Haber stehenden verbliebenen deutschen Soldaten auf Neupommern ergaben sich bis zum 21. September. Am 24. September wurde Madang an der Ostküste Neuguineas besetzt und bis November konnte die AN&MEF alle deutschen Außenposten im Bismarck-Archipel einnehmen.

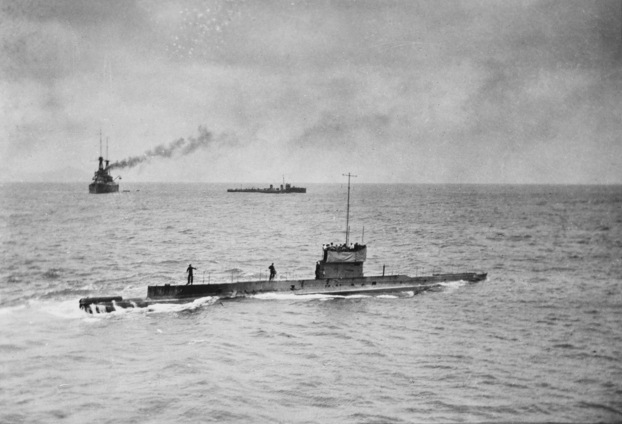
Die HMAS AE1 im Vordergrund mit der Berrima im Hintergrund am 9. September 1914 vor Rabaul

Die AN&MEF wurde von dem ersten australischen U-Boot, der HMAS AE1, begleitet. Am 14. September 1914 verließ das U-Boot Rabaul, um vor der Küste Neubritanniens aufzuklären. Zuletzt wurde das Boot um 15:30 Uhr von HMAS Parramatta gesichtet. Danach verschwand es mit 35 Seeleuten an Bord. Es wurde vermutet, dass AE1 an ein Riff oder ein anderes unterseeisches Objekt stieß und havarierte. Der Untergang der AE1 war Australiens erster großer Verlust im Ersten Weltkrieg.

## Dienst als Besatzungstruppe
Die besetzte deutsche Kolonie wurde unter eine Militärverwaltung gestellt, die ab Januar 1915 von Samuel Pethebridge geleitet wurde. Holmes und die meisten seiner Männer wurden in die Australian Imperial Force eingegliedert, die im Nahen Osten und an der Westfront eingesetzt wurde. Den Ersatz bildeten für den Einsatz in Tropenregionen ausgebildete Soldaten der AN&MEF, die die Besatzungsaufgaben übernahmen. Die Stärke dieser Truppen betrug etwa 600 Mann.
Nach dem Kriegsende wurde das Territorium Neuguinea Australien als Mandatsgebiet des Völkerbundes übertragen und die Militärverwaltung Anfang 1921 durch eine zivile Verwaltung abgelöst.

## Einzelbelege
1. ↑  John Perryman: 90 Years on: Rabaul and Sydney/Emden 1914, in: Naval Historical Review, Dezember 2004.